# Beckman Coulter

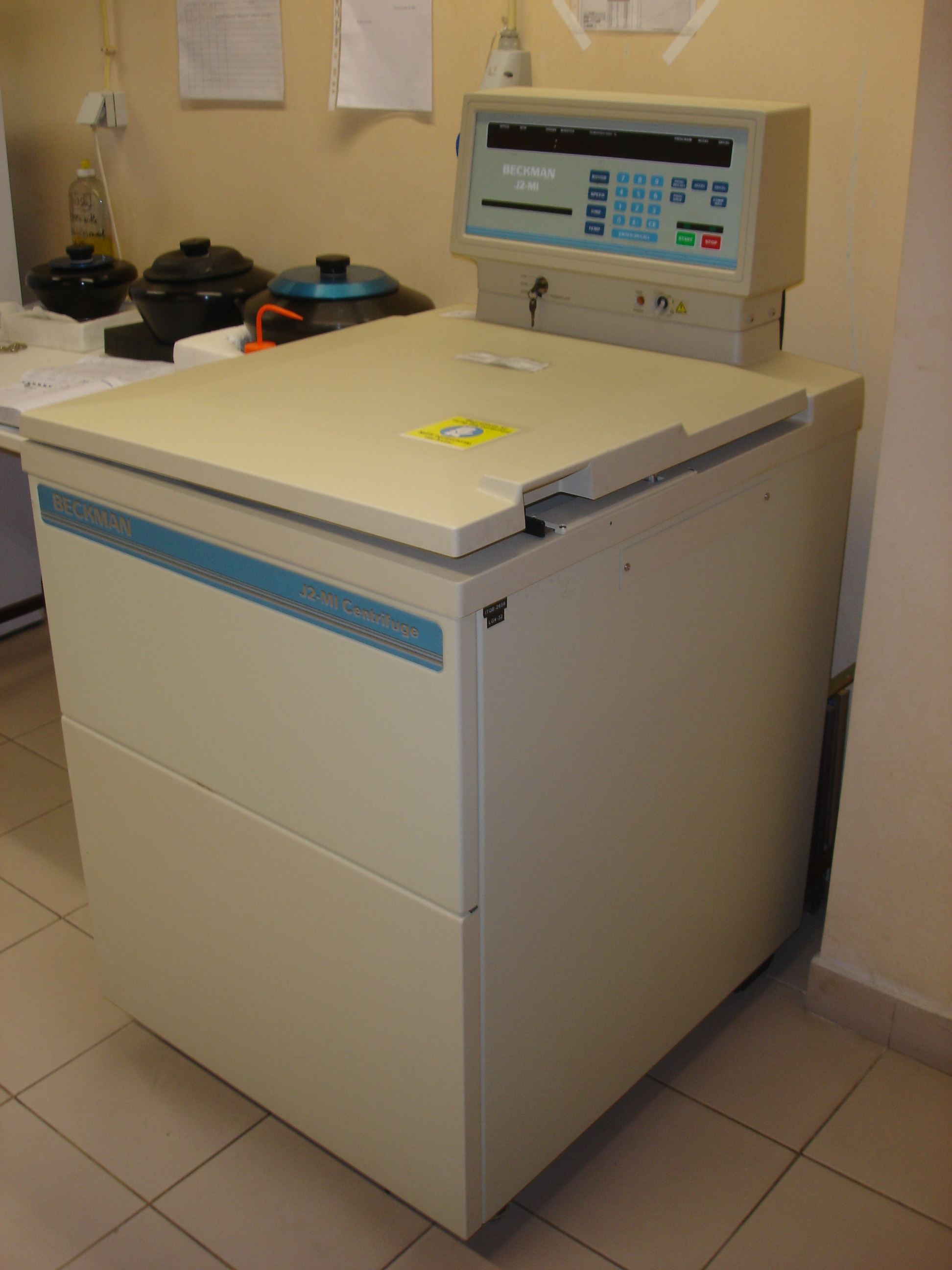
Una centrifuga da laboratorio Beckman

Beckman Coulter Inc. è un gruppo statunitense della Danaher Corporation che produce strumenti scientifici e medicali. Si basa su due divisioni: Diagnostica e Life Sciences. Con una storia di quasi un secolo è uno dei nomi più noti in tali settori, fondata nel 1935 da Arnold O. Beckman come National Technical Laboratories.

## Storia
Negli anni '40 Beckman cambiò il nome in Arnold O. Beckman, Inc. e inventò e produsse analizzatori per ossigeno, il potenziometro di precisione Helipot e lo spettrofotometro. Negli anni '50 divenne Beckman Instruments, Inc.
Nel 1954, Beckman Instruments acquisì il fabbricante di ultracentrifuga Spinco (Specialized Instruments Corp.).
Nel 1955, Beckman creò il Shockley Semiconductor Laboratory come divisione della Beckman Instruments per la commercializzazione di dispositivi a semiconduttore come  transistor inventati da William Shockley del Caltech. Dato che la madre anziana di Shockley viveva a Palo Alto (California), il Shockley Laboratory fu fondato a Mountain View, Santa Clara County, California, e diede avvio alla "Silicon Valley".
Nel 1961, Beckman acquisì Offner Electronics, fondata da Franklin F. Offner.
Nel 1982, la società si fuse con SmithKline nella nuova SmithKline Beckman, con Arnold Beckman vice presidente. Successivamente nel 1989 la SmithKline si fuse con il Beecham Group per formare la SmithKline Beecham, poi GlaxoSmithKline.
Nel 1995 compra la Hybritech, Inc. da Eli Lilly. Nel 1996, acquisisce la Sanofi Diagnostics della Sanofi Pasteur. Nel 1998, avviene l'acquisizione di Coulter Corporation, fondata da Wallace H. Coulter, inventore del contatore Coulter. Beckman, cambia così nome in Beckman Coulter.
Nel 2005 viene comprata la Diagnostic Systems Laboratories (DSL). Nel 2006 compra Lumigen e Agencourt Bioscience. Nel 2007 compra Flow Cytometry Business Group della Dako North America, Inc. e nel 2009 la divisione Lab-based Diagnostics della Olympus Corporation giapponese.
Nel 2011 il gruppo Danaher Corporation annuncia l'acquisizione della Beckman Coulter.
Nel 2015 la società acquisisce MicroScan dalla tedesca Siemens Healthcare.